# 프레디 갓 핑거드
《프레디 갓 핑거드》(Freddy Got Fingered)는 미국에서 제작된 톰 그린 감독의 2001년 영화이다. 톰 그린 등이 주연으로 출연하였고 래리 브레즈너 등이 제작에 참여하였다.
2001년 4월 20일 20세기 폭스에 의해 개봉되었으며 이후 많은 이들에 의해 최악의 영화의 하나로 간주되었다.

## 출연

### 주연
- 톰 그린

### 조연
- 립 톤
- 마리사 코글란
- 에디 케이 토마스
- 줄리 하거티
- 코너 위도우즈

## 기타
- 제작부: 마크 S. 피셔
- 미술: 밥 지엠비키
- 배역: 낸시 네이어